# 파벨 샤라메트

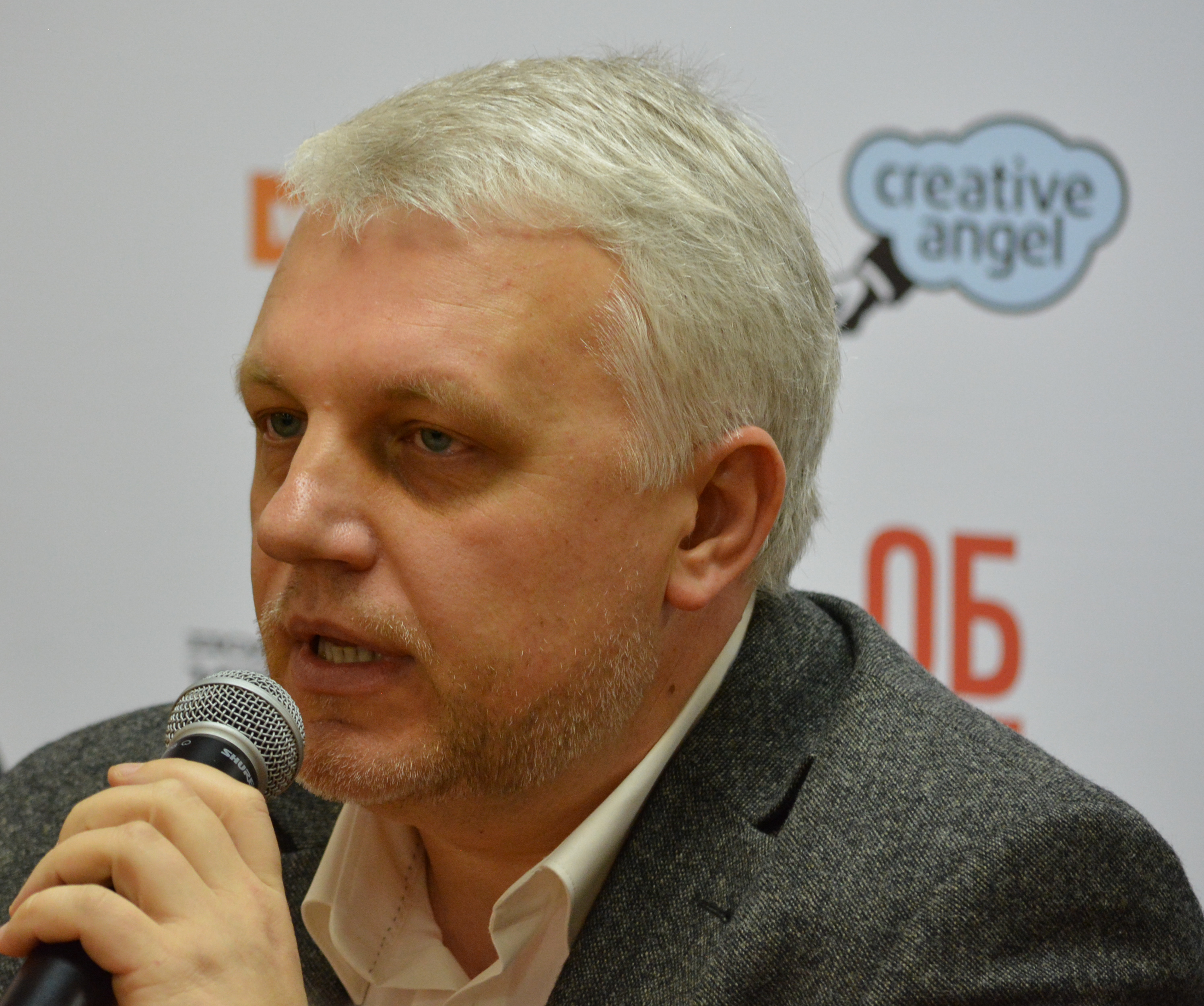
파벨 샤라메트

파벨 리호라비치 샤라메트(벨라루스어: Павел Рыгоравіч Шарамет, 러시아어: Павел Григорьевич Шеремет 파벨 그리고리예비치 샤레메트[*], 1971년 11월 28일 ~ 2016년 7월 20일)는 벨라루스의 저널리스트이다.
2016년 7월 20일, 키예프에서 자동차 폭발로 사망하였다.